# عادل زعيتر
عَادِل بن عمر بن حسن زُعَيْتِر أو عادل زعيتر (1895-1957) هو مترجم ومفكر عربي فلسطيني.

عادل زعيتر جالس في الوسط مع رفاقه

## حياته
ولد عادل زعيتر عام 1895م في نابلس في بيت علم ودين وسياسة وقانون. كان أبوه عمر حسن زعيتر قاضياً في محكمة الحقوق، وشغل منصب رئيس بلدية نابلس قبل وفاته في عام 1924. أما شقيق عادل الأصغر فهو المؤرخ والسياسي والأديب أكرم زعيتر (1909 - 1996)، والذي شغل عدة مناصب سياسية رفيعة، سفيراً للأردن في العديد من العواصم العربية والإسلامية، ووزيراً للبلاط الهاشمي، وعضواً في مجلس الأعيان ورئيساً للجنة الملكية لشؤون القدس، وله عدة كتب عن القضية الفلسطينية.

## دراسته ونشأته
تلقى علومه الأولى في مدرسة النجاح الوطنية في نابلس، واصل تعليمه في المكتب السلطاني في بيروت، متتلمذاً على العلامة اللغوي الشيخ مصطفى الغلاييني (1885 - 1944). ظهر تفوقه الدراسي على كافة أقرانه وبشكل خاص في مادة اللغة العربية، فنال إعجاب أستاذه الشيخ وكافأه بإهدائه نسخة ممهورة بتوقيعه من مؤلفه «اللورد كرومر»، والذي رد فيه الغلاييني بالحقائق والأسانيد على المعتمد البريطاني في مصر، الذي تحامل على الإسلام والمسلمين من خلال كتابه المسموم «مصر الحديثة». ومن بيروت شخص عادل إلى إسطنبول عاصمة الخلافة العثمانية آنئذٍ، والتحق بالجامعة السلطانية، وبعد دراسته المعمقة فيها حصل على شهادتها العليا في الآداب، وكانت الدراسة فيها باللغة التركية التي أتقنها جيداً، إضافة إلى إجادته المطلقة للغة الفرنسية التي أحبها وتفاعل معها، ونبغ فيها. ولما نشبت الحرب العالمية الأولى في عام 1914 استدعي عادل لأداء الخدمة العسكرية الإلزامية في الجيش التركي ضابط احتياط، وعندما اشتعل أوار الثورة العربية الكبرى في العاشر من حزيران عام 1916، عاد عادل إلى نابلس إبان تقلد أبيه رئاسة بلديتها. وفي تلك الأثناء تصاعد البطش التركي في الأراضي العربية، وهبت رياح الثورة العربية فالتحق عادل مع صديقه صالح الصمادي (1893 - 1933) بقوات الثورة التي كان يقودها الأمير الثائر فيصل بن الحسين في بلدة «أبي الألسن» في سورية. نال شهادة الحقوق من باريس عام 1925، واشتغل بعدها محامياً. وفي عام 1953 أصبح عضواً في المجمع العلمي العراقي، وفي عام 1955 انتخب عضواً مراسلاً للمجمع العلمي العربي في دمشق.

## نشاطه السياسي
كان عادل زعيتر أحد أربعة شخصيات مثلت نابلس في المؤتمر السوري العام عام 1920. أعلن المؤتمر استقلال سورية الكبرى بحدودها الطبيعية. وشارك فيه عن نابلس إضافة إلى زعيتر كل من محمد عزة دروزة وإبراهيم القاسم عبد الهادي وأمين التميمي.

## اللغات التي ترجم عنها
كان يتقن التركية والفرنسية والإنكليزية والألمانية. كانت معظم ترجماته عن الفرنسية تلتها الألمانية.

## انتماؤه القومي
تعرض عادل زعيتر لموقف أثار شعوره القومي، فأثناء الحديث عن صدور أحد كتبه وصفه صديقه الأديب «وديع فلسطين» بـ «الأديب النابلسي» نسبة إلى مدينة نابلس مسقط رأس زعيتر، فاستشاط الرجل غضباً، وانفجر معنفاً: «لماذا تستصغر شأني إلى هذا الحد يا أستاذ وديع؟! أنا لا أقبل أن يقال عني حتى بأنني أديب فلسطيني لأنني أديب عربي، بالله عليك هل تصف أستاذ الجيل عندكم أحمد لطفي السيد باشا بأنه «الأديب البرقيني» نسبة إلى القرية (برقين) التي جاء منها؟! يا أستاذ: نحن أدباء عرب، ننتمي إلى أمة العرب الكبرى، فلا «تسخطنا» بحصرنا في مدننا وقرانا!.» 

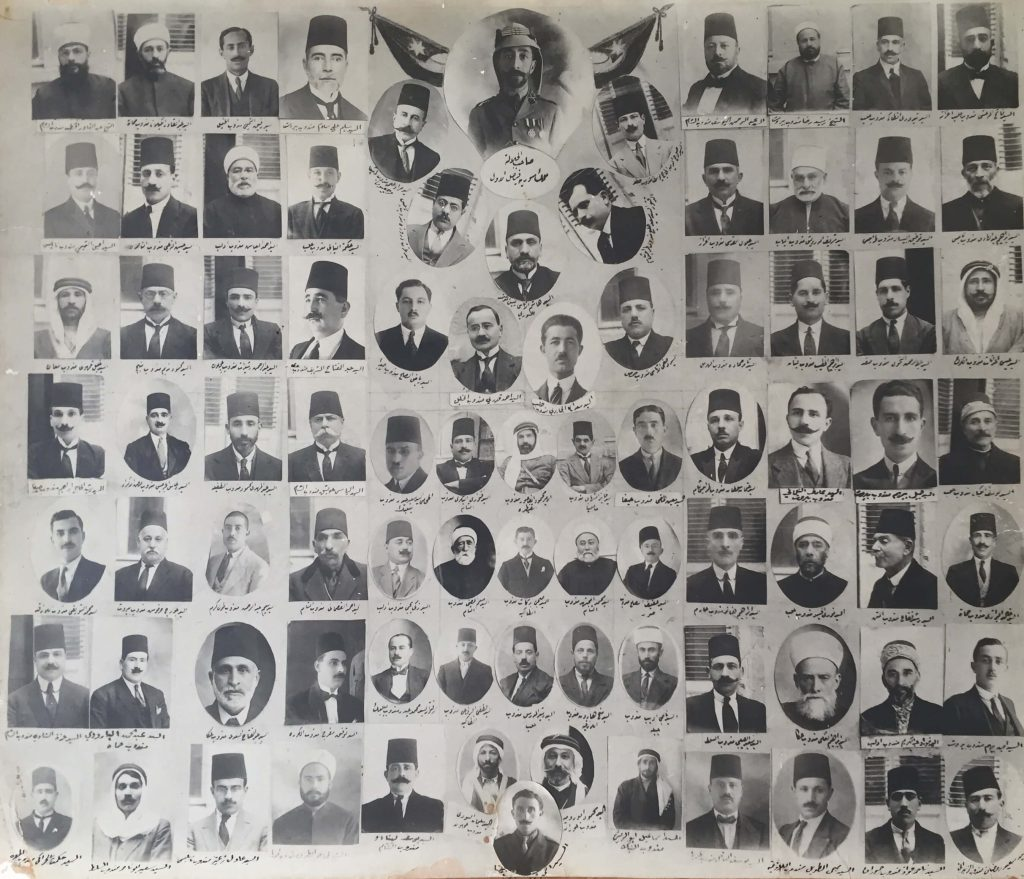
لوحة تظهر مندوبي المناطق السورية المشاركين في المؤتمر السوري العام يظهر فيها عادل زعيتر في الصف الأخير من الصور وهو الثالث من اليسار

## كتبه
ترجم عادل زعيتر، حسب الزركلي، سبعة وثلاثين كتاباً نشرت بالإضافة إلى كتاب «مفكرو الإسلام» الذي لم ينشر. نقل عادل زعيتر في كتبه روائع في الشرائع والفلسفة، وانتخب من عيون كتب المستشرقين والفلاسفة عدداً من المؤلفات المهمّة، من أهمها «حياة محمد» لإميل درمنغهام، و«نابليون»، و«كليوبترة» لإميل لودفيغ، و«ابن خلدون وفلسفته الاجتماعية» لبوتول، و«ابن رشد والرشديّة» لرينان، و«حضارة العرب»، و«حضارات الهند»، و«روح الاشتراكيّة»، و«روح الثورات والثورة الفرنسيّة»، و«فلسفة التاريخ»، و«روح السياسة» لغوستاف لوبون، و«البحر المتوسط»، و«النيل: حياة نهر» لإميل لودفيغ، و«تاريخ العرب العامّ» لسيديّو.
جان جاك روسو
1. العقد الاجتماعي أو مبادئ الحقوق الأساسية. 1945.
2. أميل أو التربية. 1956.
3. أصل التفاوت بين الناس. 1945
غوستاف لوبون
1. حضارة العرب. 1945.
2. روح الثورات والثورة الفرنسية. 1946.
3. روح الجماعات. 1950.
4. السنن النفسية لتطور الأمم. 1950.
5. روح التربية. 1949
6. روح السياسة. 1947.
7. فلسفة التاريخ. 1954.
8. اليهود في تاريخ الحضارات 1945.
9. حياة الحقائق 1949.
10. الآراء والمعتقدات. 1946.
11.حضارات الهند. 1948.
12. روح الاشتراكية. 1948.
إميل لودفيغ
1. الحياة والحب. 1959.
2. البحر المتوسط. 1951.
3. كليوباترا. 1953.
4. بسمارك. 1952.
5. النيل: حياة نهر. 1951.
6. نابليون. 1946.
7. ابن الإنسان. 1947.
إرنست رينان
1. ابن رشد والرشديّة. دار إحياء الدول العربية. 1957.
فولتير
1. كانديد (التفاؤل) 1955.
2. الرسائل الفلسفية 1959
أناتول فرانس
1. حديقة أبيقور 1955.
2. الآلهة عطاش 1957.
مونتيسكيو

1. روح الشرائع. اللجنة الدولية لترجمة الروائع الإنسانية. 1953. قام بترجمته بتكليف من اليونسكو.
فرانسوا فنلون

1. تِلِماك. 1957
حيدر بامّات
1. مجالي الإسلام. 1956
إميل درمنغم (Emile Dermenghem)
1. حياة محمد. 1956
لوي أميلي سيديو (Louis-Amélie Sédillot)
1. تاريخ العرب العام. 1948
غاستون بوتول
1. ابن خلدون وفلسفته الاجتماعية. 1955
ايسمن
1. أصول الفقه الدستوري. 1955
البارون كرادوفو
1. الغزالي. 1959، وعلق البدوي على الترجمة قائلا انها «في غاية السقم وسوء الفهم».
2. ابن سينا. 1959.
3. مفكرو الإسلام. 1959 ويقع في جزأين لم ينشرا.

## تكريم عادل زعيتر
وصفته د. عائشة عبد الرحمن (بنت الشاطئ) بقولها: «أعاد إلى الترجمة اعتبارها بعد أن هبط بها المرتزِقة والمأجورون وصنائع الاستعمار الفكريّ، وأنّه الذي وقف في غمرة الظلمة الداجية، يحمل المشعل بيده الكريمة ليضيء لقومه العرب، طريق الحقّ والخير والعِزّة. وما كان مشعله المضيء سوى قلم قويّ، نبيل أصيل، يستمدّ قوّته ونبله من عقل ناجح، وضمير حيّ، وقلب كبير، وذكاء ساطع».
و تضيف: «لقد ظل عادل زعيتر في أفقه العالي حريصاً على الأمانة، معتزاً بكرامة قلمه، ضنيناً بمستواه على النزول جاذباً قراءه إلى بعيد الآفاق، وعالي الذرى، دون أن يدخل في حسابه قط مسألة الكم والعدد والربح والرواج، ولكم حاول بعض الناشرين أن يغروه بالنزول عن مستواه ليكسب مزيداً من القراء، لكن المحاولة ضاعت سدى وبقي حيث هو مصعداً، فمن أطاق من قرائه أن يشارف آفاقه فهو به سعيد وراض ومغتبط».
يقول الناقد السعودي حسين محمد بافقيه عن زعيتر: «يعدّ عادل زعيتر عَلاَمة مهمّة في حركة الترجمة إلى اللغة العربيّة في العصر الحديث، بما امتلكه من صبر على ترجمة عددٍ من الكتب التي ينوء بترجمتها العصبة من أولي العزم.» 

## إنصافه
"إن عادل زعيتر واحد من المترجمين المجهولين"، هذا ما قاله المستشرق الألماني شتفان فلد للدلالة على قلة اهتمام العرب عموماً والمثقفين خصوصاً بإنجازات عادل زعيتر. وحسب د. يحيى عبد الرؤوف جبر رئيس قسم اللغة العربية في جامعة النجاح الوطنية، فإن منجزات عادل زعيتر "تفوق في عظمتها وأهميتها ما أولته إياه المؤسسات الثقافية في الوطن العربي عموماً، وفلسطين خصوصاً، من الاهتمام وسعة الذكر اللهم إلا ما نجده في مدينة نابلس من مدرسة ابتدائية تقع غير بعيد من منزله تحمل اسمه.

## السطو على أعماله
اتهم الكاتب والناقد السعودي حسين محمد بافقيه في مقال في صحيفة الشرق الأوسط المدعو عبد الله علي الشيخ بالسطو على ترجمة الراحل عادل زعيتر لكتاب «تاريخ العرب العام» للمستشرق الفرنسي سيديو ونسبتها لنفسه ونشرها بالتعاون مع دار نشر أردنية.

## وفاته
بعد اعتزاله المحاماة، ظل عادل مقيماً في نابلس منكباً على الترجمة حتى وفاته فيها في 21 تشرين الثاني 1957 نتيجة أزمة قلبية أصابته بينما كان منكباً على ترجمة كتاب مفكرو الإسلام للمؤلف الفرنسي كارا دو فو.